# Anadolu (Schiff)
Die Anadolu, auch TCG Anadolu, (Kennung: L-400) ist der erste Drohnen- und Flugzeugträger beziehungsweise das erste amphibische Angriffsschiff der türkischen Marine. Nach Abschluss des Baus und Aufnahme von Testfahrten im März 2023 wurde das Schiff am 10. April 2023 in Dienst gestellt. Es ist baugleich mit der Juan Carlos I, dem Flaggschiff der spanischen Marine.

## Geschichte
Im Jahr 2013 beschloss die türkische Regierung, einen Hubschrauberträger mit einem Auftragsvolumen von circa 1 Milliarde Dollar zu kaufen. Ursprünglich war nicht geplant, den Träger auch für Flugzeuge auszulegen, aber dann wurde doch ein Startkatapult für Flugzeuge vorgesehen, das bei einem reinen Hubschrauberträger nicht benötigt würde. Die Ausschreibung gewann das spanisch-türkische Firmenkonsortium Sedef-Navantia; das von Navantia entwickelte Schiff wird von Sedef in Lizenz gebaut. Die Anadolu wurde 2015 in Auftrag gegeben. Ein Jahr später wurde auf der Sedef-Werft in Istanbul mit dem Bau des Schiffes begonnen. Am 10. April 2023 wurde es in Dienst gestellt. Ursprünglich sollte die Anadolu mit neuen Kampfjets vom Typ F-35 aus US-amerikanischer Produktion ausgestattet werden. Da die USA den Kaufvertrag jedoch 2019 aufkündigten und somit die Türkei vom Joint-Strike-Fighter-Programm ausschlossen, schien die Zukunft ungewiss. In einem Interview mit dem Journalisten Ibrahim Haskologlu stellte der CEO des Drohnenherstellers Baykar, Haluk Bayraktar, in Aussicht, dass es Pläne gäbe, bewaffnete Drohnen für das Schiff zu entwickeln. So soll die Bayraktar Kizilelma und die TB3, eine Marine-Version der TB2, für das Schiff in Entwicklung sein. Es werden auch See Drohnen des Herstellers ARES auf dem Schiff stationiert. Die Abkürzung TCG steht für Türkiye Cumhuriyeti Gemisi (Schiff der Republik Türkei).

## Technik und Nutzung
Die Besatzung beträgt 243 Mann und es können 1200 Infanteristen transportiert werden. Auf zwei Ebenen gibt es auf etwa 6000 m² Mehrzweck- und Hangardecks mit einer Ladekapazität von 12.000 Tonnen. Ein Welldeck am Heck kann vier kleine Landungsboote oder ein Luftkissen-Landungsboot (LCAC) aufnehmen. Das Flugdeck ist 202 m lang und hat einen Ski-Jump am Bug. Es gibt sechs Landeflächen für VTOL-Flugzeuge oder mittlere Hubschrauber oder vier Landeflächen für schwere Hubschrauber. Die Flugzeug-Flotte sollte aus F-35-Kampfjets bestehen, deren Lieferung zum Zeitpunkt der Indienststellung aber nicht absehbar war. Ohne Hubschrauber sollten bis zu 20 Flugzeuge mitgeführt werden. Im umgekehrten Fall sollten bis zu 25 Helikopter mitgeführt werden.
Das Schiff soll bis zu 50–80 Drohnen mitführen können, 10–15 hiervon sollen dabei simultan gesteuert werden können. Sie starten ohne Katapult-System. Zum Landen hat das Schiff ein System, bei dem die Drohnen mit einem Fanghaken abgebremst werden.
41 Drohnen und 29 Hubschrauber sollen die Standard Konfiguration bilden. Davon befinden sich 10 Hubschrauber und 11 Drohnen an Deck und 19 Hubschrauber und 30 Drohnen im Hangar. Zum Einsatz auf der Anadolu wurde die Bayraktar TB3 Drohne entwickelt. 
Die Anadolu ist der erste Flugzeugträger der Türkei und das größte Schiff der türkischen Marinegeschichte. Es soll den türkischen Streitkräften die Möglichkeit geben, weltweit zu operieren und das Flagg- und Kommandoschiff der türkischen Marine sein.